# 村松真理
村松 真理（むらまつ まり、1979年5月 - ）は、日本の小説家。

## 経歴・人物
神奈川県出身。慶應義塾大学大学院文学研究科国文学専攻修士課程を修了しており、在学中の2005年には「雨にぬれても」で、第12回三田文学新人賞を受賞している。高校講師を経て、現在は出版社に勤務。
2015年4月には、村松 茉莉名義で『夢想機械(トラウムキステ)』を刊行。

## 作品リスト

### 単行本
- 『夢想機械 (トラウムキステ)』 (村松茉莉 名義、辰巳出版 T-LINE NOVELS、2015年4月10日)

### 雑誌発表作品
- 「たまき」（『三田文学』2003年冬季号）
- 「狐」（『三田文学』2004年夏季号）
- 「地上の夜」（『三田文学』2004年冬季号）
- 「雨にぬれても」（『三田文学』2005年春季号）
- 「ミーナ」（『三田文学』2005年秋季号）
- 「ソースタインの台所」（『文學界』2006年8月号 文藝春秋）
- 「数億の目が開くとき」「「島の唄」の中へ」（『三田文学』2007年冬季号）
- 「ピクニック」（『文學界』2007年9月号）
- 「地下鉄の窓」（『群像』2008年4月号 講談社）
  - 後に『文学2009』(日本文藝家協会編) 講談社、2009年4月発行）に収録された。
- 「花咲く屋根の家」（『三田文学』2008年春季号）
- 「三十歳」（『三田文学』2010年春季号）
- 「野百合」（『三田文学』2012年春季号）
  - 後に『文学2013』(日本文藝家協会編) 講談社、2013年4月）に収録された。
- 「無花果行」（『三田文学』2014年冬季号）
- 「野薔薇と青空」（『三田文学』2014年秋季号）
- 「水の中の最後の地」（『三田文学』2015年秋季号）
- 「李の貴石」（『三田文学』2016年秋季・特大号）
- 「黄金の虎男」（『草獅子』Vol.1 2016年11月）